# TBB Trier
El TBB Trier fue un equipo de baloncesto alemán con sede en la ciudad de Tréveris, que compitió hasta 2015 en la BBL, la máxima división de su país. Disputaba sus partidos en el Arena Trier, con capacidad para 5900 espectadores.

## Historia
El club fue fundado en 1990 y jugó ininterrumpidamente en la BBL hasta 2015. Al principio de su existencia, formaba parte del club deportivo TV Germania Trier.
En la temporada 2014-2015, tras quedar 17º con un balance de 8-23, el club desapareció por problemas financieros.

## Nombres
- TVG HerzogTel (1990-2002)
- TBB Trier (2002-2015)

## Registro por temporadas
| Temporada | División | Liga       | Posición | Playoffs             | Copa de baloncesto de Alemania | Competición europea |
| --------- | -------- | ---------- | -------- | -------------------- | ------------------------------ | ------------------- |
| 1991–92   | 1        | Bundesliga | 4º       | Cuartos de final     | –                              | –                   |
| 1992–93   | 1        | Bundesliga | 5º       | –                    | –                              | –                   |
| 1993–94   | 1        | Bundesliga | 6º       | –                    | –                              | –                   |
| 1994–95   | 1        | Bundesliga | 6º       | Playoffs de Descenso | –                              | –                   |
| 1995–96   | 1        | Bundesliga | 9º       | Playoffs de Descenso | –                              | –                   |
| 1996–97   | 1        | Bundesliga | 3º       | Semifinales          | –                              | –                   |
| 1997–98   | 1        | Bundesliga | 3º       | Semifinales          | Campeón                        | –                   |
| 1998–99   | 1        | Bundesliga | 5º       | Cuartos de final     | –                              | –                   |
| 1999–00   | 1        | Bundesliga | 5º       | Cuartos de final     | Semifinales                    | 3 Juega Copa Korac  |
| 2000–01   | 1        | Bundesliga | 9º       | Playoffs de Descenso | Campeón                        | 3 Juega Copa Korac  |
| 2001–02   | 1        | Bundesliga | 11º      | Playoffs de Descenso | Cuarta Posición                | 3 Juega Copa Korac  |
| 2002–03   | 1        | Bundesliga | 14º      | Descenso             | –                              | –                   |
| 2003–04   | 1        | Bundesliga | 7º       | Cuartos de final     | Tercera Posición               | –                   |
| 2004–05   | 1        | Bundesliga | 11º      | –                    | –                              | –                   |
| 2005–06   | 1        | Bundesliga | 9º       | –                    | –                              | –                   |
| 2006–07   | 1        | Bundesliga | 15º      | –                    | –                              | –                   |
| 2007–08   | 1        | Bundesliga | 17º      | Descenso             | –                              | –                   |
| 2008–09   | 1        | Bundesliga | 10º      | –                    | –                              | –                   |
| 2009–10   | 1        | Bundesliga | 15º      | –                    | –                              | –                   |
| 2010–11   | 1        | Bundesliga | 10º      | –                    | –                              | –                   |
| 2011–12   | 1        | Bundesliga | 14º      | –                    | –                              | –                   |
| 2012–13   | 1        | Bundesliga | 12º      | –                    | –                              | –                   |
| 2013–14   | 1        | Bundesliga | 13º      | –                    | –                              | –                   |
| 2014–15   | 1        | Bundesliga | 17º      | Descenso             | –                              | –                   |

## TBB Trier en competiciones europeas
Copa Korać 1991/1992
| 1ª ronda | TVG HerzogTel       | BC BVV Brno   | 98-62  | 102-80 |  |
| 2ª ronda | VL Scavolini Pesaro | TVG HerzogTel | 115-69 | 69-109 |  |

Copa Korać 1992/1993
| 2ª ronda | KK Postojna | TVG HerzogTel | 84-80 | 72-71 |  |

Copa Korać 1994/1995
| 1ª ronda | Den Brave/Goba | TVG HerzogTel | 100-69 | 70-65 |  |

Copa Korać 1997/1998
| Fase de grupos   | TVG HerzogTel | Falco Leptek  | 102-108 | 81-95 |  |
| Fase de grupos   | Aris BSA      | TVG HerzogTel | 95-55   | 81-70 |  |
| Fase de grupos   | TVG HerzogTel | Maribor Ovni  | 95-71   | 53-80 |  |
| Octavos de Final | TVG HerzogTel | Cholet Basket | 75-85   | 85-70 |  |

Copa Saporta 1998/1999
| Fase de grupos   | Limoges       | TVG HerzogTel  | 82-60 | 71-68 |  |
| Fase de grupos   | TVG HerzogTel | WATCO          | 72-75 | 83-78 |  |
| Fase de grupos   | CBC Siroki    | TVG HerzogTel  | 69-75 | 85-65 |  |
| Fase de grupos   | TVG HerzogTel | Aris BSA       | 65-85 | 86-71 |  |
| Fase de grupos   | TVG HerzogTel | Plannja Basket | 83-80 | 88-81 |  |
| Octavos de Final | TVG HerzogTel | Tofas          | 70-92 | 80-70 |  |

Copa Korać 1999/2000
| 1ª ronda       | PAO Panathinaikos | TVG HerzogTel   | 65-63 | 97-75   |  |
| Fase de grupos | Radio Korasidi    | TVG HerzogTel   | 85-51 | 73-91   |  |
| Fase de grupos | HKK Brotnjo       | TVG HerzogTel   | 87-85 | 132-139 |  |
| Fase de grupos | TVG HerzogTel     | Türk Telekom SC | 84-91 | 85-76   |  |

Copa Korać 2000/2001
| 1ª ronda | Racing Club   | TVG HerzogTel | 93-90 | 89-78 |  |
| 2ª ronda | Strasbourg IG | TVG HerzogTel | 80-66 | 85-91 |  |

Copa Korać 2001/2002
| 1ª ronda | Telindus Mons | TVG HerzogTel | 87-87 | 92-101 |  |

## Palmarés
- Copa de Alemania: 2

1998, 2001

## Números retirados
- #7  James Marsh Alero (1991-2006)

## Jugadores destacados
| - Quentin Hall - Nate Doornekamp - Warren Ward - Niels Bjerregaard - Silas Cheung - Sean Jackson - Frank Baum - Bill Borekambi - Benedikt Breiling - Alexander Bruhl - Anthony Canty - Simon Casel - Oliver Clay - Marian Dahlem - Bastian Doreth - Yannick Herber - Christian Hoffmann - Ralf Kohr - Marc Leinen - James Marsh - Christian Mehrens - Olaf Möller - Mathis Mönninghoff - Detlef Musch - Hartmut Ortmann - Jörn Patzak - Malik Ruddigkeit - Christoph Rupp - Joshiko Saibou - Stefan Schmidt - Andreas Seiferth - Marc Suhr - Andreas Wenzl - Denis Wucherer - Maik Zirbes - Philip Zwiener | - Jon Stefansson - Marco Minguillon - Federico Pascual - Sandis Valters - Laurynas Samėnas - Ben Arendt - André Pesch - Samy Picard - Uka Agbai - Tomasz Celej - Serguéi Babkov - Modibo Diarra - Toni Bošnjak - Dragan Dojčin - Marko Luković - Slobodan Ocokoljić - Miladin Peković - Peter Praznovsky - Alexander Belostenny - Georgiy Stepanyan - Thomas Adams - Josh Almanson - Dwayne Archbold - Michael Benton - Daniel Bobik - Brian Brown - Carl Brown - Carlton Bryant - John Bynum - Jerome Coleman - Brian Conklin - Chris Copeland - Tom Coverdale - Jermaine Dearman - Tate Decker - Charles Edmonson | - George Evans - Timothy Frost - E.J. Gallup - Brandon Gay - Caleb Green - Brian Harper - Keith Harris - Ricky Harris - Kevin Houston - Jarrett Howell - Robert Jackson - Dru Joyce - Nate Linhart - BJ McKie - Drew Neitzel - Marshall Phillips - Derek Raivio - Norman Richardson - Tyrone Riley - Spencer Ross - Austen Rowland - Jamal Shuler - Ted Skuchas - Alvin Snow - Barry Stewart - Marcus Taylor - Bernard Thompson - James Washington - Kyle Wilson - John Whorton - Kyle Wilson - Matt Witt - Vitalis Chikoko - Miloud Doubal - Adin Vrabac - Scott Paterson | - Jermaine Anderson - James Gillingham - Christian M'Baidanoum - Frank Drmic - Luka Buntić - Marin Petrić - Mike Lenzly - Jone Lopes - Bruno Roschnafsky - Kosta Karamatskos - Jermaine Bucknor - Cecil Egwuatu - Cheikou N'Diaye - Makhtar N'Diaye - Nikola Dačević - Maksym Shtein - Michael Coleman - James Havrilla - David Djolakian - Terence Skyrm - A.D. Smith - Robert Youngblood - George Devone - Chuck Evans - Keith Gray - Dennis Kramer - Jimmy Shields - Derek Vogel - Dan Cage - Daniel Horace - TreVon Hughes |